# Leucofosfita
La leucofosfita és un mineral de la classe dels fosfats que pertany i dona nom al grup de la leucofosfita.

## Característiques
La leucofosfita és un fosfat de fórmula química KFe3+₂(PO₄)₂(OH)·2H₂O. Es tracta d'una espècie aprovada per l'Associació Mineralògica Internacional, i publicada per primera vegada el 1932. Cristal·litza en el sistema monoclínic. La seva duresa a l'escala de Mohs és 3,5.
Les mostres que van servir per a determinar l'espècie, el que es coneix com a material tipus, es troben conservades al Museu d'Austràlia Occidental, a Perth, amb els números de referència: m.69.1991 i mdc6129.

## Formació i jaciments
Va ser descoberta als monts Ninghanboun, al llac Weelhamby, dins el comtat de Perenjori (Austràlia Occidental, Austràlia). Tot i tractar-se d'una espècie no gaire habitual ha estat descrita en tots els continents del planeta, inclos l'Antàrtida.